# توکوگاوا ایه‌هارو
توکوگاوا ایه‌هارو (انگلیسی: Tokugawa Ieharu؛ ۲۰ ژوئن ۱۷۳۷ – ۱۷ سپتامبر ۱۷۸۶) دهمین شوگون از شوگون‌سالاری توکوگاوا بود.